# Rich as in Spirit
| Recensione       | Giudizio |
| ---------------- | -------- |
| HotNewHipHop     | 74%      |
| Pitchfork        | 7.7/10   |
| Spectrum Culture | [ 3 ]    |

Rich as in Spirit è l'album di debutto del rapper statunitense Rich Homie Quan, pubblicato il 16 marzo del 2018 dalla Motown Records.
Include una sola collaborazione con il rapper Rick Ross.

## Antefatti
Nel febbraio del 2017, è stata annunciata la firma di Rich Homie Quan con l'etichetta Motown Records, dopo la pubblicazione del mixtape Back to the Basics.
Il 2 marzo 2018 sono state svelate la tracklist, la copertina e la data di uscita dell'album.

## Promozione

### Singoli
Il primo singolo, Changed, è stato pubblicato il 15 dicembre 2017. Il video musicale è stato pubblicato il 5 febbraio 2018.
Il secondo singolo, 34, è stato pubblicato il 23 febbraio 2018.

### Singoli promozionali
Il 2 marzo 2018 è stato pubblicato The Author, mentre il 9 marzo 2018 è stata pubblicato Understood.

## Risultati commerciali
Rich as in Spirit ha debuttato alla trentaduesima posizione nella US Billboard 200, con 13,844 unità equivalenti ad album, di cui 3,512 di pure vendite nella prima settimana dalla sua pubblicazione.

## Tracce
1. Reflecting – 3:12 (testo: Dequantes Lamar, Samuel Gloade, Corey Eborn e Lamont Porter – musica: 30 Roc e Ch3f Cookup)
2. Fuck Wit Me – 2:55 (testo: Lamar e Devonta Wright – musica: D.I.)
3. 34 – 2:48 (testo: Lamar, Gloade e Porter – musica: 30 Roc)
4. The Author – 3:05 (testo: Lamar, James Rosser Jr. e Brandon Rackley – musica: Nard & B)
5. Same Year – 3:34 (testo: Lamar, Gloade, Porter e Antwon Hicks – musica: 30 Roc e Twon Beatz)
6. Never Fold – 3:15 (testo: Lamar, Gloade, Porter e Daryl McCorkell – musica: 30 Roc e Cheeze Beatz)
7. Long Enough – 3:11 (testo: Lamar, Xavier Dotson e Josh Cross – musica: Zaytoven e Cassius Jay)
8. No No No – 3:30 (testo: Lamar, Rosser Jr. e Rackley – musica: Nard & B)
9. Perfect Flower – 3:35 (testo: Lamar, Gloade e Porter – musica: 30 Roc)
10. Achieving – 2:45 (testo: Lamar e Cross – musica: Cassius Jay)
11. Deep – 2:52 (testo: Lamar, Gloade e Porter – musica: 30 Roc)
12. Foot Soldier – 2:42 (testo: Lamar, Gloade e Porter – musica: 30 Roc)
13. Let's Go Up – 2:41 (testo: Lamar e Cross – musica: Cassius Jay)
14. Changed – 2:55 (testo: Lamar e Cross – musica: Cassius Jay)
15. Understood – 2:54 (testo: Lamar, Rosser Jr. e Rackley – musica: Nard & B)
16. 4rm Me To U – 2:55 (testo: Lamar, LaTasha Williams e Xeryus Gittens – musica: Tasha CatourXeryus G)
17. Simon Says – 3:14 (testo: Lamar, Rosser Jr. e Rackley – musica: Nard & B)
18. Think About It (Rich As In Spirit) (feat. Rick Ross) – 3:16 (testo: Lamar, Rosser Jr., Rackley e William Roberts – musica: Nard & B)
19. Bossman – 3:06 (testo: Lamar e Willie Byrd – musica: Will-A-Fool)

## Classifiche
| Classifica (2018)         | Posizione massima |
| ------------------------- | ----------------- |
| US Billboard 200          | 32                |
| US Top R&B/Hip-Hop Albums | 19                |